# Перето
Перето (итал. Pereto) — в Италии, расположена в регионе Абруццо, подчиняется административному центру Л’Акуила.
Население составляет 721 человек (на 2005 г.), плотность населения составляет 17,56 чел./км². Занимает площадь 41,05 км². Почтовый индекс — 67064. Телефонный код — 0863.
Покровителем коммуны почитается святой Георгий, празднование 23 апреля.